# Valle del río Tenesí
El Valle del río Tenesí (conocido en inglés como Tennessee Valley) es la cuenca de drenaje del río Tenesí y fluye en gran parte dentro del estado de Tennessee, en los Estados Unidos.  Se extiende del suroeste Kentucky a Alabama del norte y de al noreste Misisipi a las montañas de Virginia y Carolina del Norte. La frontera del valle conoce como la Tennessee Valley Divide.
A nivel local, Valle del Tennessee es un término generalmente aceptado para Alabama del norte, anclado en la ciudad de Huntsville (calco de referirse a la conurbación de Filadelfia como "Valle del Delaware").

## Geografía

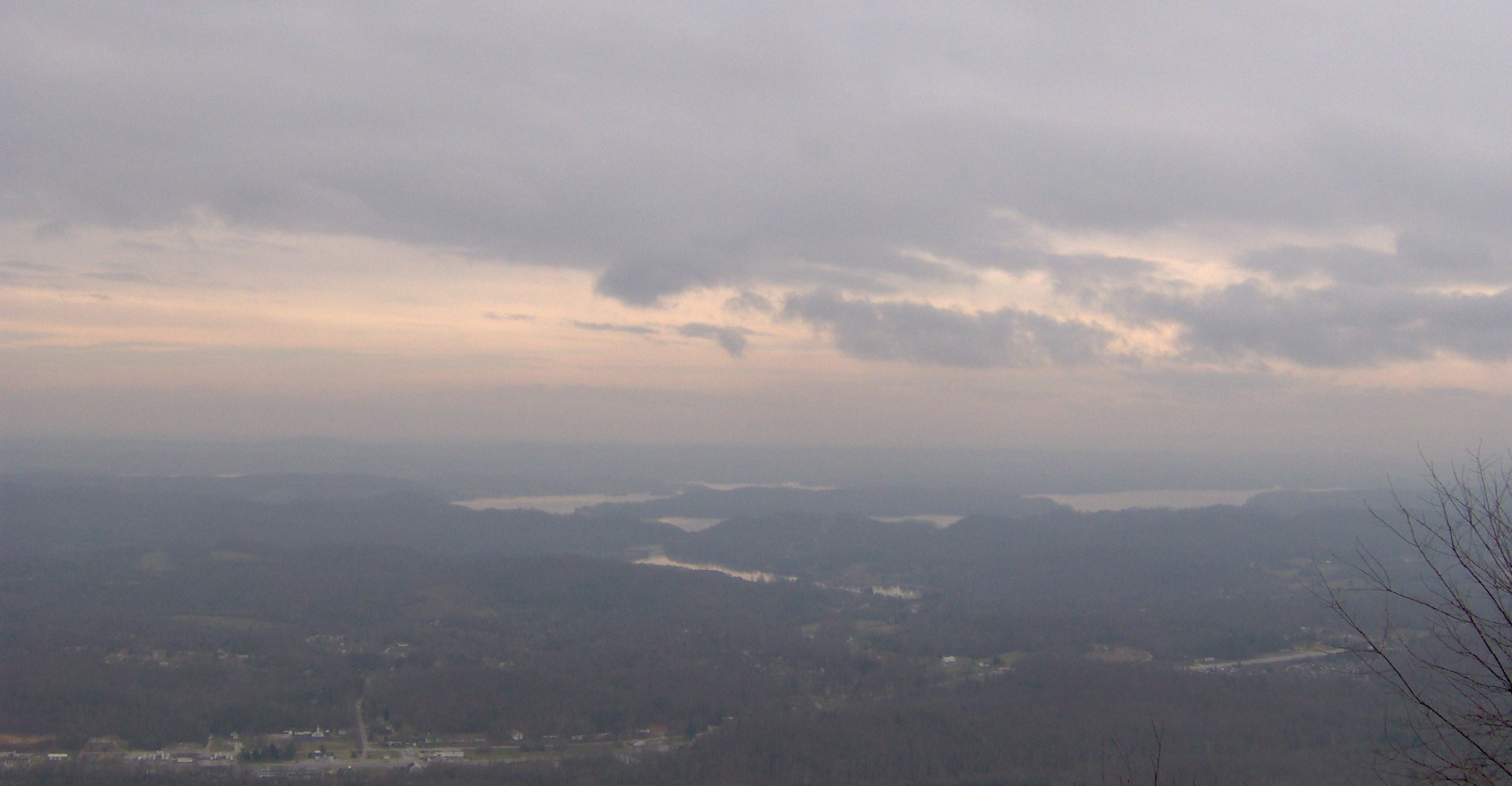
El alto valle del Tenesí, hacia el este, desde el borde de la meseta del Cumberland, cerca de Rockwood, Tennessee

El Valle del Tenesí empieza en las fuentes del río Holston, del cristalino río Watauga, y del río Doe al noreste de Tennessee y Suroeste de Virginia; así como este de Asheville, Carolina del Norte, en las fuentes de los ríos French Broad y Pigeon, todo los cuales se unen en la confluencia del French Broad y el Holston para formar el río Tenesí en Knoxville.  De allí las aguas viajan hacia el sudoeste, absorbiendo afluentes adicionales del río Little, el Little Tennessee, y el Clinch, y más abajo, el Hiwassee y el Ocoee (ambos los cual tienen fuentes en Georgia), antes de alcanzar Chattanooga.
El río entonces entra a la Garganta del río Tenesí.  Después de atravesar el norte de Alabama, el río transcurre hacia el norponiente. Desde el principio del Valle del Tenesí a este punto hay aproximadamente 150 millas (240 kilómetros); cuando corre a través del este de Tennessee, el Valle está limitado en el oriente por el los montes Apalaches (incluyendo las montañas Great Smoky) y en el noroeste por la meseta de Cumberland y los montes Cumberland.
Después de formar la frontera entre Alabama y Misisipi por un tramo de 10 millas (16 kilómetros), el río reingresa a Tennessee, donde crea la línea que divide entre Tennessee central y Tennessee poniente.  Desemboca el Tenesí en el río Ohio en Kentucky occidental, donde divide la región conocida como el Jackson Purchase del resto de Kentucky.
Geológicamente, la porción oriental del Valle del Tenesí consta de muchos pequeños valles y cordilleras dentro de un gran valle. La región más grande está denominada como provincia de Valley and Ridge y al gran valle se le llama el Great Appalachian Valley.

## Ciudades importantes
- Chattanooga, Tennessee
- Decatur, Alabama
- Elizabethton, Tennessee
- Florence, Alabama
- Guntersville, Alabama
- Huntsville, Alabama
- Knoxville, Tennessee
- Muscle Shoals, Alabama
- Scottsboro, Alabama

### Puertos de río
- Chattanooga
- Decatur
- Florence
- Guntersville
- Knoxville
- Muscle Shoals
- Paducah